# احمد دانش
احمد دانش (به تاجیکی: Аҳмади Дониш) یکی از نویسندگان مشهور تاجیک بود که سال ۱۸۲۷ میلادی در بخارا زاده شد. پدر وی اصالتاً اهل شافرکام بود که برای تحصیل به مدرسهٔ اسلام در بخارا آمد و در همان‌جا ماندگار شد.
احمد تحصیلات ابتدایی را در مکتب خصوصی مادرش یادگرفت و حدود سال‌های ۱۸۴۲–۱۸۴۳ به مدرسه رفت. احمد دانش از سن خردسالی به شاعری، رسامی، نقاشی و خطاطی اشتیاق کلان داشت. او در سال ۱۸۵۵ میلادی به دربار امیر نصرالله راه یافت و به‌عنوان معمار و مهندس دربار تعیین شد. سال ۱۸۵۷ میلادی احمد دانش در هیئت سفارت خانات بخارا به سن پترزبورگ می‌رود. سال ۱۸۶۹ میلادی، یک سال بعد از ضبط شدن آسیای میانه از سوی روسیه، برای بار دوم، دانش به سن پترزبورگ سفر می‌کند. دانش در این سفرش ترقیات و پیشرفت‌های کشور روسیه را نغز می‌آموزد. آرزوی دانش این بود که بخارا نیز کشوری پیشرفته شود.
در آخر از دربار دور شد، سال‌های ۱۸۷۵–۱۸۸۲ نوادر الوقایع (به تاجیکی: Наводирулвақоеъ) را می‌نویسد که در این اثر دربارهٔ سفرش به سن پترزبورگ نوشته‌است. احمد دانش سال ۱۸۹۷ میلادی در شهر بخارا درگذشت. از دیگر آثار دانش، می‌توان به کتاب‌های مناظر العواقب (به تاجیکی: Манозирулқавокиб)، رسالة فی اعمال الغُره (به تاجیکی: Рисола фи аъмолилқурра) و تعادل خمسه متخیره (به تاجیکی: Таодули хамсаи муттахайира)

## زندگی‌نامه
احمد دانش در ۱۸۲۷ میلادی در بخارا زاده شد. در مدرسه پزشکی، ریاضیات، اخترشناسی تاریخ، فلسفهٔ طبی و ادبیات فارسی را آموخته‌است. به دربار، به‌عنوان خطاط و نقاش کار کرد و همچون دانشمند، شهرت پیدا کرد.
سال ۱۸۵۷ میلادی، دانش به هیئت سفارت امر برای مبارک‌بادی به تخت نشستن شاه الکساندر دوم روسیه وارد می‌شود و در سن پترزبورگ، به غیر از وظیفهٔ کاتبی، باز از وضع اقتصادی و سیاسی روسیه در طول دو ماه، آگاه می‌شود و پس از بازگشت، به اهل دربار اخباراتی داده‌است.
بار دوم در سال‌های ۱۸۶۹–۱۸۷۰ میلادی به سن پترزبورگ سفر کرد. این دفعه به فرمان امیر مظفر با هدف سبک‌تر نمودن شرط‌های صلح‌نامهٔ ۲۳ ژوئیه سال ۱۸۶۸، به این مأموریت فرستاده شد.
در این سفر احمد دانش صاحب باوری اهل دربار پادشاه روسیه شد. امیر مظفر این موفقیت دانش را در نظر گرفت و به وی عنوان 'فخر علمی دربار را داد و یکی از منصب‌های درباری را پیشنهاد کرد؛ ولی دانش از منصب پیشنهاد شده دست کشید و ضرور شمارید که اندیشه‌هایش را عاید طرز دولت‌داری به قلم دهد.
سال‌های ۱۸۷۰–۱۸۷۳ میلادی، رساله‌ای با نام «رسالهٔ در نظم تمدن و تعاون» را همچون برنامهٔ اصلاحات جدی طرز دولت‌داری در امارت نوشت.
احمد دانش چاره‌نمودن وزارت‌ها و مجلس مشورتی، محدودیت حقوق امیر در اساس سرقانون و مناسبت دولت‌داران را با خلق، به‌تفصیل بیان کرده‌است. وی دربارهٔ پادشاه عادل و عدالت‌خواه اندیشه‌رانی کرده و شرط‌های آن را پیشنهاد کرده‌است.
دانش در مدت ۱۵ سال «نوادر الوقایع» را به آخر رسانید (۱۸۷۵–۱۸۹۰) او در اثر خود قفاماندگی معارف و فرهنگ و سیمای منفور طبقه‌های حکم‌ران را نقد کرد.